# Chaetopleurophora rubricornis
Chaetopleurophora rubricornis är en tvåvingeart som beskrevs av Borgmeier 1962. Chaetopleurophora rubricornis ingår i släktet Chaetopleurophora och familjen puckelflugor.
Artens utbredningsområde är New York. Inga underarter finns listade i Catalogue of Life.